# O Rapaz de Bronze
O Rapaz de Bronze é um livro infantil escrito por Sophia de Mello Breyner, editado em 1966. É ilustrado por Fernando de Azevedo (1.ª edição) e Júlio Resende (restantes edições) e constituído por quatro capítulos: As flores, O Gladíolo, Florinda e A Festa.